# Катерино-Наталівка
Катери́но-Ната́лівка — село в Україні, у Софіївській селищній громаді Криворізького району Дніпропетровської області.
Населення — 8 мешканців.

## Географія
Село Катерино-Наталівка знаходиться на лівому березі річки Базавлук, вище за течією на відстані 4 км розташоване село Володимирівка, нижче за течією на відстані 1,5 км розташоване село Петрівка.

## Населення

### Мова
Розподіл населення за рідною мовою за даними перепису 2001 року:
| Мова       | Відсоток |
| ---------- | -------- |
| українська | 100 %    |

## Інтернет-посилання
- Погода в селі Катерино-Наталівка [Архівовано 20 грудня 2011 у Wayback Machine.]

1. ↑  Рідні мови в об'єднаних територіальних громадах України — Український центр суспільних даних